# Meisterklasse (Diplom)
Meisterklassen werden von Berufskammern (Voraussetzung: eine abgeschlossene Lehre mit Gesellenbrief) oder anderen Bildungsinstitutionen wie Kunsthochschulen (Voraussetzung: ein abgeschlossenes Diplom mit Auszeichnung) organisiert und vermitteln Projektarbeit sowie teilweise Dozentenfähigkeiten in den jeweiligen Klassen für Freie Kunst. Ein abgeschlossenes Diplom mit Auszeichnung führt meistens zum staatlichen Abschluss „Meisterschüler“. Ein Diplom wird als Master of Art gehändelt. Ein absolviertes Meisterschülerstudium ist vergleichbar mit einer Dozentenweiterbildung. 
Bis der Meistertitel im Handwerk gekoppelt mit Handwerkskammer verliehen wird, werden in der Regel noch zwei weitere Prüfungen bei der Berufskammer und Innung absolviert. Der akademische Meistertitel MFA mitsamt MFA-Programm, das tatsächlich mit dem Handwerksmeisterprogramm (initiiert von der Handwerksinnung) zu vergleichen ist, wurde an Kunsthochschulen in Deutschland noch nicht eingeführt. 
Meistens oder grundsätzlich werden die Kunsthochschulmeisterschüler benachteiligt, die kein Tutorenamt besetzten.
Das Meisterdiplom wird von den Kammern verliehen, an Kunsthochschulen durch den jeweiligen begleitenden Professor, der teilweise selbst keinen Meisterschülerabschluss absolvierte, sowie durch die Teilnahme an einem Meisterschülerkolloquium, das von einem Theoretiker wie Kunstwissenschaftler oder Germanisten geleitet wird. 
Die Meisterklassenkurse im Handwerk an Handwerkskammern mit Innungen haben eine ähnliche Funktion wie das Meisterschülerstudium an Kunsthochschulen. Nach Absolvieren erhält man meistens ein Zertifikat, das den höchsten Abschluss dokumentiert. Für staatliche Stipendien zur Förderung des künstlerischen Nachwuchses werden Meisterschüler (meistens Tutoren) vorgeschlagen, was gegen Chancengleichheit an Kunsthochschulen spricht. 